# Großvater (Teufelsmauer)

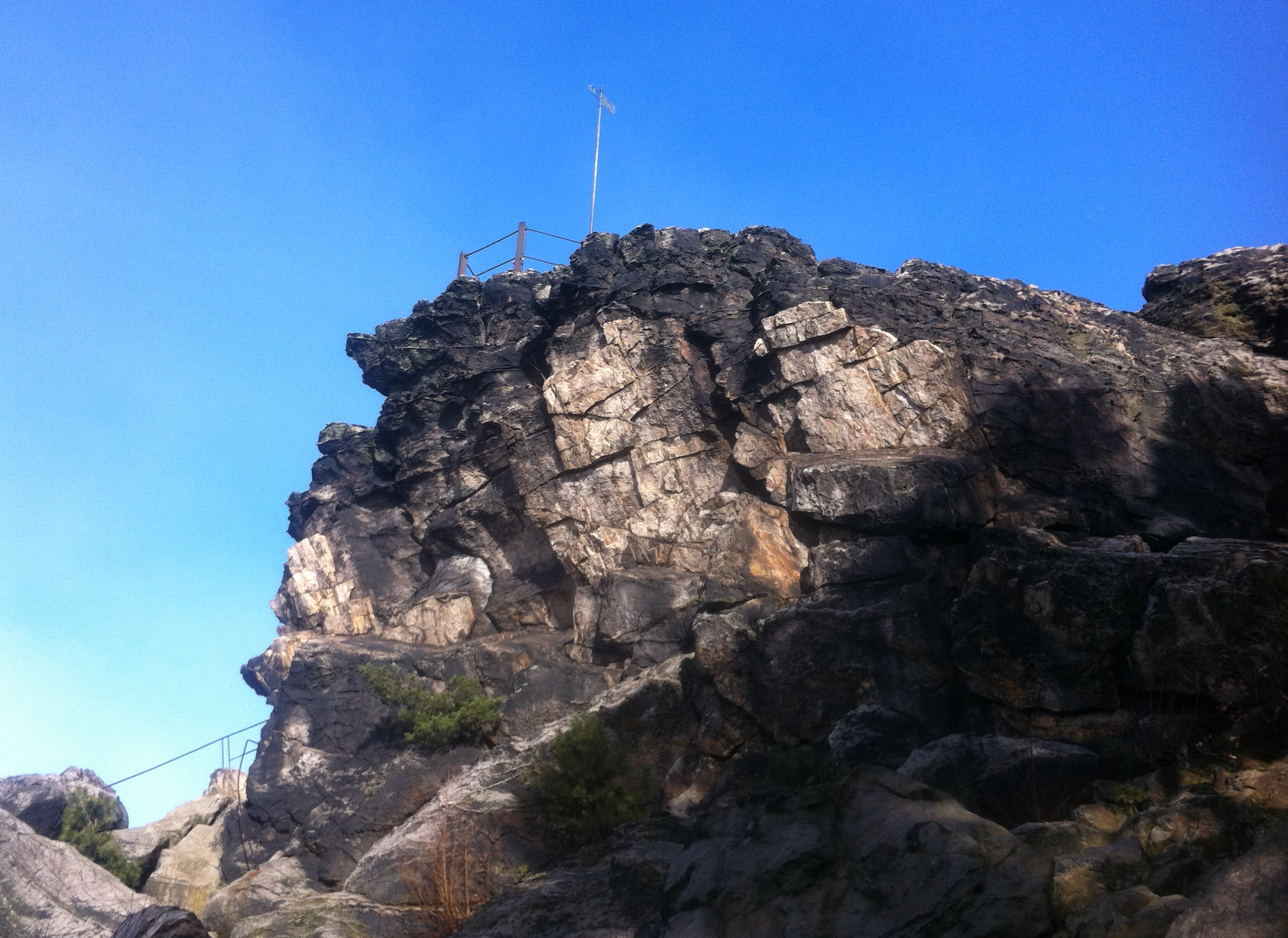
Blick von Süden auf den Großvater

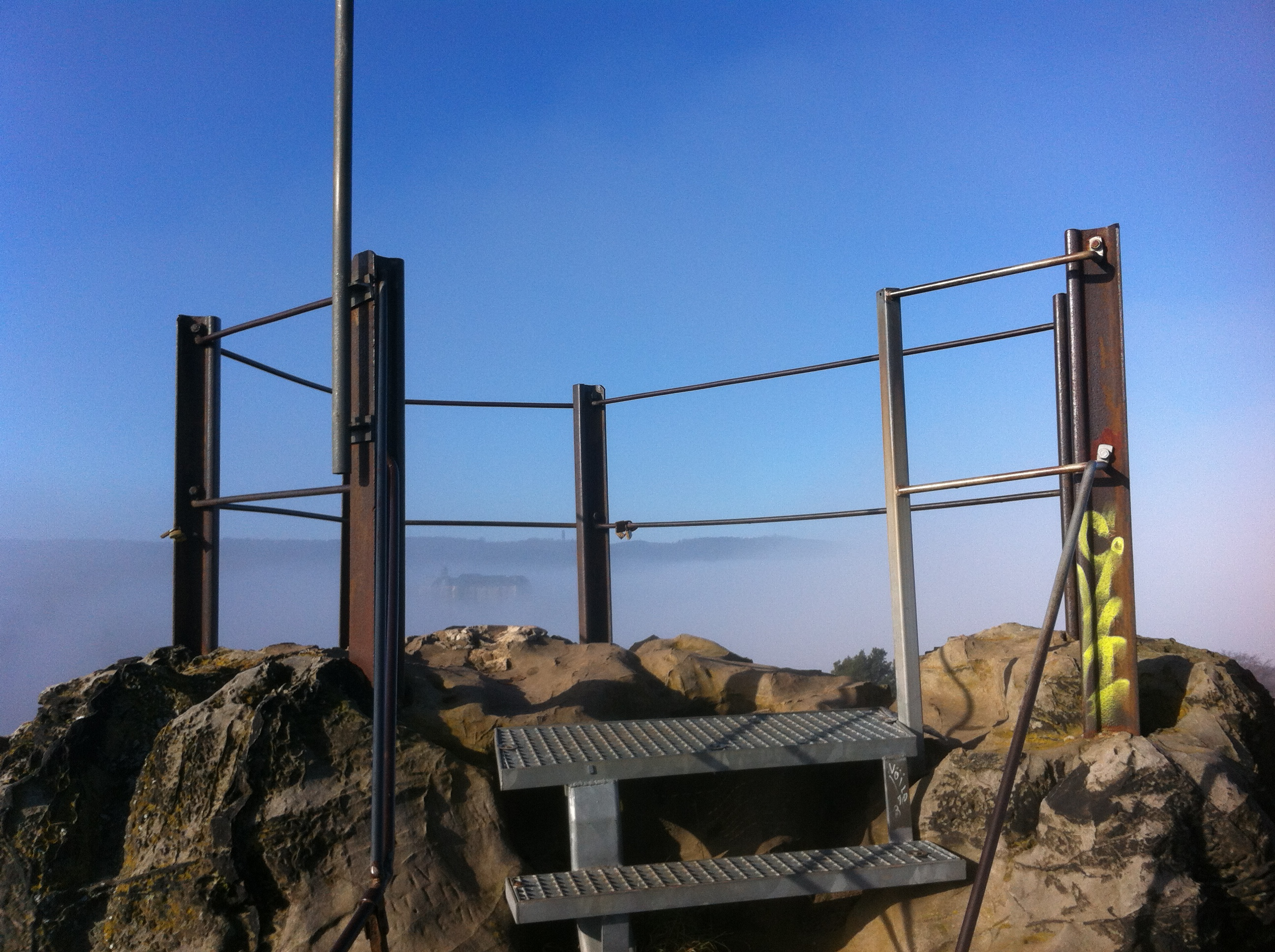
Gipfel des Großvaters

Der Großvater, auch als Großvaterfelsen bezeichnet, ist eine etwa 317 m ü. NN hohe, markante Felsformation am westlichen Ende der Teufelsmauer im nördlichen Harzvorland bei Blankenburg im Landkreis Harz, Sachsen-Anhalt. Er gilt als ein Wahrzeichen Blankenburgs.
Auf den Großvater führt ein auf seiner Südseite beginnender steiler Aufstieg. Der Gipfel dient als Aussichtspunkt und ist durch Geländer gesichert. Dort befindet sich auch eine Wetterfahne mit der Jahreszahl 1998.
Südlich des Großvaters befindet sich das Gasthaus Großvater, das als Nr. 76 in das System der Stempelstellen der Harzer Wandernadel einbezogen ist. Vom Großvater aus nach Osten führen Wanderwege, die dem Kamm der Teufelsmauer folgen, darunter auch der Kammweg, der direkt auf dem Kamm entlangführt.
Ein Felsen mit dem Namen Großmutter liegt etwas westlich des Großvaters.